# Douai
Douai (wymowaⓘ) – miejscowość, gmina we Francji, w regionie Hauts-de-France, w departamencie Nord.
Miasto leży nad rzeką Scarpe (dopływ Skaldy) i Kanałem Sensée, 35 km na południe od Lille.
Według danych na rok 1990 gminę zamieszkiwało 42 175 osób (zespół miejski 200 tys. (1990)), a gęstość zaludnienia wynosiła 2500 osób/km². Wśród 1549 gmin regionu Nord-Pas-de-Calais Douai plasuje się na 9. miejscu pod względem liczby ludności, natomiast pod względem powierzchni na miejscu 95.

## Znane osoby urodzone w Douai
- Jean Bellegambe (1470–1534), francuski malarz okresu renesansu
- Giambologna (1529–1608), rzeźbiarz manierysta
- Nicolas Trigault (1577–1628), francuski misjonarz w Chinach, jeden z prekursorów europejskiej sinologii
- Charles Alexandre de Calonne (1734–1802), minister finansów za czasów Ludwika XVI

W XVI i XVII wieku, w czasach prześladowania katolików w Anglii, miasto stało się ważnym ośrodkiem kształcenia katolickich księży angielskich. Wielu z Czterdziestu męczenników Anglii i Walii oraz Osiemdziesięciu pięciu męczenników Anglii i Walii studiowało w Kollegium Douai, a wśród nich: Aleksander Birant, Bartłomiej Alban Roe, Edmund Arrowsmith, Henryk Morse, Jan Paine, Jan Boste, Jan Jones, Jan Kemble, Jan Southworth, Jan Wall, Kutbert Mayne, Robert Southwell, Rudolf Sherwin,
Marcin od św. Feliksa, Henry Heath.

## Polacy w Douai
W latach dwudziestych XX wieku w okolicy Douai osiedliło się wielu emigrantów z Westfalii i Polski. W miejscowości działa Chór Polskich Górników w Douai.
Sławni Polacy związani z Douai:
- Jan Napoleon Koszutski, ur. 1811, zm. 1888 w Douai. Profesor nauki języka niemieckiego w królewskim liceum w Douai. Ożenił się z córką generała Le Hardy de Beaulieu. Miał pięcioro dzieci. Wspomina o nim kilkakrotnie Joachim Lelewel w swych Listach emigracyjnych[2].
- Bronisław Żukowski, absolwent politechniki szwajcarskiej, prowadził laboratorium chemiczne w Douai (ok. 1870).
- Dr Franciszek Bratek-Kozłowski, prowadził w Douai od 1928 do 1940 roku Polską Klinikę, administrowaną przez Konsulat Generalny RP w Lille[3].
- Marie-Claude Werchowska, pianistka urodzona w Tuluzie. Profesor nauki gry fortepianowej w Konserwatorium Muzycznym w Douai. Założyła stowarzyszenie "Association Culturelle Franco-Polonaise de Douai".

## Współpraca
Miejscowości partnerskie:
- Harrow, Wielka Brytania
- Kenosha, Stany Zjednoczone
- Puławy, Polska (od 1 maja 2004; współpraca zawieszona w lutym 2020[4])
- Recklinghausen, Niemcy
- Seraing, Belgia